# Tobias Leenaert
Tobias Leenaert   (Gant, 3 d'agost de 1973) és un activista, autor, orador i educador vegà belga. Va cofundar el Center for Effective Vegan Advocacy (CEVA) amb Melanie Joy, així com ProVeg International i Ethical Vegetarian Alternative (EVA). Leenaert és el creador del Thursday Veggie Day a Gant, que es va llançar el 2009. És l'autor del llibre de 2017 How to Create a Vegan World: A Pragmatic Approach i del bloc The Vegan Strategist. Leenaert s'identifica com un altruista eficaç.

## Activisme
Leenaert advoca per un enfocament pragmàtic de l'activisme vegà, que no es basa únicament en arguments morals. Els seus mètodes de defensa han rebut crítiques dels defensors dels drets dels animals abolicionistes, com Roger Yates.
Leenaert també ha escrit i parlat sobre el patiment dels animals salvatges, que considera tan important com el sofriment dels animals no salvatges.
Leenaert imparteix conferències i tallers sobre la defensa dels vegans arreu del món.